# Kio (shogi)
Pour les articles homonymes, voir Kio.
Kiō (棋王) est l'un des huit tournois majeur shōgi professionnel japonais. Le mot signifie que le roi de shōgi (ki(棋) = shogi, ō(王) = roi).

## Histoire
Le tournoi a commencé en 1974 et a été promu au rang de tournoi majeur dès 1975.
Avec l'introduction du Kiō il y avait désormais 6 titre majeurs :
- Meijin
- Judansen
- Ōshō
- Ōi
- Kisei
- Kiō

## Format
Le match de championnat se tient de février à Mars. Le challenger pour le Kiō  est déterminée par les premier et deuxième tours préliminaires.

### Qualifications
予選 Yosen
Les Yosen ont lieu sous la forme de huit tournois à élimination directe rassemblant de 17 a 18 joueurs chacun.
Ils qualifient huit joueurs pour le tournoi des candidats.

### Tournoi des candidats
挑戦者決定トーナメント chōsen-sha kettei tōnamento
Le tournoi des candidats rassemble une trentaine de joueurs dont huit issus des Yosen. Il a lieu sous la forme d'un tournoi à élimination directe dont la particularité est d'organiser des repêchages pour les éliminés des demi finales et de la finale.
Le vainqueur de la finale des repêchages rencontre le finaliste direct en un match en deux parties.
Le repêché doit remporté les deux parties pour devenir le challenger. Le finaliste direct n'a besoin, lui, que d'une seule victoire.

### Championnat Kiō
棋王戦五番勝負 kiō-sen gobanshōbu
Le premier joueur à remporter trois matchs dans le championnat devient le nouveau Kiō tenant du titre.
Le gobanshōbu a lieu de février à mars.

## Kiō Honoraire
Le titre de Kio honoraire (Eisei-Kiō) est décerné à un joueur qui a gagné le championnat cinq fois consécutivement. Ce titre n'est officiellement remis qu'au moment de leur retraite ou de décès. En 1995 (le 20e Kiō), Yoshiharu Habu a remporté son cinquième Kiō consécutif, devenant ainsi le premier professionnel à se qualifier pour le titre. En 2017, Akira Watanabe a remporté son cinquième titre d'affilée rejoignant ainsi Yoshiharu Habu. Ils sont les seuls professionnels, à ce jour, à avoir accompli cet exploit.

## Palmarès
Le tableau suivant présente une liste des lauréats du Kio.
| No. | Année | Vainqueur              | Score | Adversaire(s)                                                      |
| --- | ----- | ---------------------- | ----- | ------------------------------------------------------------------ |
| 1   | 1975  | Nobuyuki Ōuchi         | 3-2   | (finale à trois joueurs) 2e : Kunio Naitō 3e : Hiromitsu Takashima |
| 2   | 1976  | Hifumi Katō (1-2)      | 3-0   | Nobuyuki Ōuchi                                                     |
| 3   | 1977  | Hifumi Katō (1-2)      | 3-0   | Makoto Nakahara                                                    |
| 4   | 1978  | Kunio Yonenaga         | 3-2   | Hifumi Katō                                                        |
| 5   | 1979  | Makoto Nakahara        | 3-1   | Kunio Yonenaga                                                     |
| 6   | 1980  | Kunio Yonenaga (2-5)   | 3-1   | Makoto Nakahara                                                    |
| 7   | 1981  | Kunio Yonenaga (2-5)   | 3-2   | Hidemitsu Moriyasu                                                 |
| 8   | 1982  | Kunio Yonenaga (2-5)   | 3-0   | Yasuharu Oyama                                                     |
| 9   | 1983  | Kunio Yonenaga (2-5)   | 3-1   | Hidemitsu Moriyasu                                                 |
| 10  | 1984  | Kiyozumi Kiriyama      | 3-1   | Kunio Yonenaga                                                     |
| 11  | 1985  | Koji Tanigawa          | 3-0   | Kiyozumi Kiriyama                                                  |
| 12  | 1986  | Michio Takahashi       | 3-1   | Koji Tanigawa                                                      |
| 13  | 1987  | Koji Tanigawa (2)      | 3-2   | Michio Takahashi                                                   |
| 14  | 1988  | Yoshikazu Minami (1-2) | 3-2   | Koji Tanigawa                                                      |
| 15  | 1989  | Yoshikazu Minami (1-2) | 3-0   | Yasuharu Oyama                                                     |
| 16  | 1990  | Yoshiharu Habu (1-12)  | 3-1   | Yoshikazu Minami                                                   |
| 17  | 1991  | Yoshiharu Habu (1-12)  | 3-1   | Yoshikazu Minami                                                   |
| 18  | 1992  | Yoshiharu Habu (1-12)  | 3-2   | Koji Tanigawa                                                      |
| 19  | 1993  | Yoshiharu Habu (1-12)  | 3-0   | Yoshikazu Minami                                                   |
| 20  | 1994  | Yoshiharu Habu (1-12)  | 3-0   | Taku Morishita                                                     |
| 21  | 1995  | Yoshiharu Habu (1-12)  | 3-0   | Michio Takahashi                                                   |
| 22  | 1996  | Yoshiharu Habu (1-12)  | 3-0   | Taku Morishita                                                     |
| 23  | 1997  | Yoshiharu Habu (1-12)  | 3-1   | Masataka Goda                                                      |
| 24  | 1998  | Yoshiharu Habu (1-12)  | 3-0   | Yasumitsu Sato                                                     |
| 25  | 1999  | Yoshiharu Habu (1-12)  | 3-1   | Toshiyuki Moriuchi                                                 |
| 26  | 2000  | Yoshiharu Habu (1-12)  | 3-1   | Toshiaki Kubo                                                      |
| 27  | 2001  | Yoshiharu Habu (1-12)  | 3-1   | Yasumitsu Sato                                                     |
| 28  | 2002  | Tadahisa Maruyama      | 3-2   | Yoshiharu Habu                                                     |
| 29  | 2003  | Koji Tanigawa (3)      | 3-1   | Tadahisa Maruyama                                                  |
| 30  | 2004  | Yoshiharu Habu (13)    | 3-0   | Koji Tanigawa                                                      |
| 31  | 2005  | Toshiyuki Moriuchi     | 3-1   | Yoshiharu Habu                                                     |
| 32  | 2006  | Yasumitsu Sato (1-2)   | 3-2   | Toshiyuki Moriuchi                                                 |
| 33  | 2007  | Yasumitsu Sato (1-2)   | 3-2   | Yoshiharu Habu                                                     |
| 34  | 2008  | Toshiaki Kubo (1-3)    | 3-2   | Yasumitsu Sato                                                     |
| 35  | 2009  | Toshiaki Kubo (1-3)    | 3-2   | Yasumitsu Sato                                                     |
| 36  | 2010  | Toshiaki Kubo (1-3)    | 3-1   | Akira Watanabe                                                     |
| 37  | 2011  | Masataka Goda          | 3-1   | Toshiaki Kubo                                                      |
| 38  | 2012  | Akira Watanabe (1-10)  | 3-1   | Masataka Goda                                                      |
| 39  | 2013  | Akira Watanabe (1-10)  | 3-0   | Hiroyuki Miura                                                     |
| 40  | 2014  | Akira Watanabe (1-10)  | 3-0   | Yoshiharu Habu                                                     |
| 41  | 2015  | Akira Watanabe (1-10)  | 3-1   | Amahiko Sato                                                       |
| 42  | 2016  | Akira Watanabe (1-10)  | 3-2   | Shōta Chida                                                        |
| 43  | 2017  | Akira Watanabe (1-10)  | 3-2   | Takuya Nagase                                                      |
| 44  | 2018  | Akira Watanabe (1-10)  | 3-1   | Akihito Hirose                                                     |
| 45  | 2019  | Akira Watanabe (1-10)  | 3-1   | Kei Honda                                                          |
| 46  | 2020  | Akira Watanabe (1-10)  | 3-1   | Tetsuro Itodani                                                    |
| 47  | 2021  | Akira Watanabe (1-10)  | 3-1   | Takuya Nagase                                                      |
| 48  | 2022  | Sōta Fujii (1-3)       | 3-1   | Akira Watanabe                                                     |
| 49  | 2023  | Sōta Fujii (1-3)       | 3-0   | Takumi Itō                                                         |
| 50  | 2024  | Sōta Fujii (1-3)       | 3-0   | Yasuhiro Masuda                                                    |

## Records
- Record du nombre de titres : Yoshiharu Habu, 13
- Record du nombre de titres consécutifs : Yoshiharu Habu, 12 (1991-2002)
- Plus jeune vainqueur : Yoshiharu Habu, 20 ans (1990)
- Plus vieux vainqueur : Koji Tanigawa, 42 ans (2003)